# Masowa strzelanina

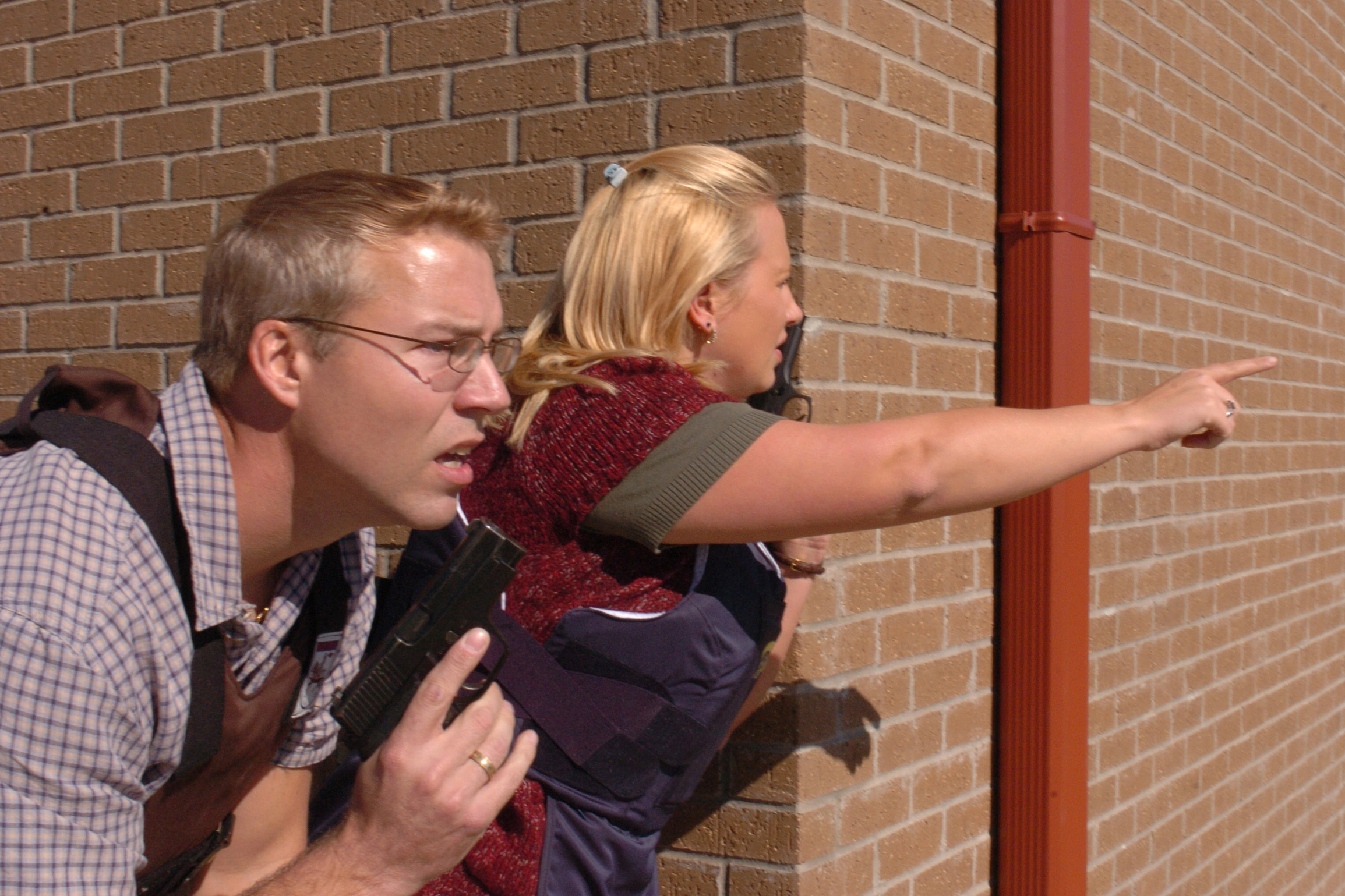
Funkcjonariusze policji podczas masowej strzelaniny w Fort Hood (2009)

Masowa strzelanina – atak (rodzaj zamachu) z użyciem broni palnej, w wyniku którego wiele osób zostaje zabitych lub rannych. Termin masowa strzelanina jest szczególnie popularny w Stanach Zjednoczonych na określenie często zdarzających się w tym kraju masowych morderstw popełnianych przez pojedyncze jednostki uzbrojone w broń palną. Nie ma ogólnie przyjętej definicji terminu masowa strzelanina, ale według większości definicji zazwyczaj określa się tak zdarzenia, w którym trafionych z broni zostaje więcej niż trzy osoby (nieistotne jest tu czy zabitych, czy rannych, w każdym razie trafionych), a więc minimum trafionych osób przez napastnika/napastników musi stanowić cztery osoby, żeby dane zdarzenie uznać za masową strzelaninę. Wiele źródeł dopuszcza, że wśród co najmniej czterech trafionych osób może być także sprawca, który np. zostaje postrzelony przez policję albo podejmie próbę samobójczą/popełni samobójstwo, jednakże inne źródła nie uznają za masowe strzelaniny sytuacji, gdzie wśród czterech ofiar trafionych z broni palnej jest napastnik. Masowe strzelaniny mogą być zarówno aktami pojedynczych osób, które mają motywy osobiste (tzw. zbrodniczy szał, strzelecki szał, ang. spree killing, spree shooting), jak i zamachami terrorystycznymi.

## Definicje
Większość mediów, osób, a także instytucji przyjęło powyższą definicję masowej strzelaniny. Jednakże są również inne definicje, a temat definiowania masowych strzelanin wzbudza kontrowersje. Niektórzy uznają, że masowa strzelanina to zdarzenie, w którym ginie co najmniej 5 osób. Kontrowersje wzbudza też opisywanie przez większość mediów jako masowe strzelaniny wyłącznie tych zdarzeń, do których dochodzi w miejscach publicznych, podczas gdy wiele osób uważa, że tym terminem powinno się opisywać również tego rodzaju zdarzenia, które mają miejsce np. na prywatnych posesjach. Jeszcze inne źródła podają, że masowa strzelanina to zdarzenie, w którym giną minimum trzy osoby, a nie cztery, wyłączając napastnika.

## Profil sprawców

### Płeć i pochodzenie etniczne
Przeważająca większość masowych strzelców to mężczyźni (98%), zaledwie w kilku sytuacjach kwalifikowanych jako masowe strzelaniny to kobiety były sprawczyniami (2%).
Profil rasowy sprawców według innych badań z kolei dowodzi, że 65 ze 116 (56%) masowych strzelanin popełnionych w USA w latach 1982–2019 zostało popełnione przez osoby o białym kolorze skóry, co stanowi tylko nieznaczną większość w porównaniu do masowych strzelanin popełnianych przez osoby wszystkich innych ras człowieka razem wziętych. Profil rasowy według niektórych badań tworzy poczucie przynależności do danej grupy (zwłaszcza w USA), która reprezentuje również pewne stereotypy i badania dowodzą, że np. biali ludzie dokonują częściej tego rodzaju ataków na miejsca publiczne, podczas gdy osoby czarnoskóre z powodów bardzo osobistych lub częściej powiązanych z gangami i częściej na ulicy lub na prywatnych posesjach niż w budynkach użytku publicznego.
NYT ujawnia, że spośród 358 strzelanin z minimum czterema osobami zabitymi lub rannymi kwestia rozstrzygnięcia rasy sprawcy wygląda następująco:
- 144 spraw (~40%), w których sprawcą była osoba czarnoskóra;
- 54 spraw (~15%), w których zamachowcem była osoba o innej rasie;
- 160 spraw (~45%), w których rasa sprawcy pozostaje nieznana.

Badania wykazują ponadto, że najwięcej nierozwiązanych zabójstw w Ameryce to pochodna konfrontacji ulicznych z udziałem młodych afroamerykanów albo latynoskich cholos w roli ofiar, co niemal zawsze oznacza też zaangażowanie mordercy bądź morderców o podobnym odcieniu skóry

### Karalność sprawców
Większość sprawców masowych strzelanin nie była nigdy wcześniej karana. Według artykułu New York Times z grudnia 2015 roku na 15 masowych strzelców, którzy dokonali wtedy strzelanin, sześć z nich była już wcześniej karana za inne przestępstwa.

### Zdrowie psychiczne
Znaczna część sprawców masowych strzelanin miała zaburzenia psychiczne. Nie jest jednak jasne w jakim stopniu zaburzenia psychiczne przyczyniają się do tego czy dany potencjalny sprawca popełni masową strzelaninę. Psycholog Peter Langman, zajmujący się tematyką zwłaszcza strzelanin w szkołach, ale również masowymi strzelaninami dzieli strzelców na trzy kategorie pod względem ich zdrowia psychicznego: psychopatycznych (cierpiących na zaburzenia antyspołeczne niewynikające z psychoz), psychotycznych (cierpiących na zaburzenia ze spektrum schizofrenii) i na strzelców z traumą psychiczną. Langman w 2008 roku założył stronę schoolshooters.info, na której prowadzi analizy sprawców strzelanin w szkołach, ale również pojawiło się na niej kilku, którzy nie byli strzelcami szkolnymi, ale byli masowymi strzelcami. Langman przypisał do większości z opisywanych na tej stronie strzelców jakieś zaburzenia psychiczne z zakresu tych trzech kategorii.

### Motywy
Motywami sprawców masowych strzelanin są według analiz i badań najczęściej: ekstremistyczne ideologie polityczne (np. Anders Breivik, Dylann Roof, Brenton Tarrant), religijny ekstremizm (np. Rizwan Farook i Tashfeen Malik, Robert Lewis Dear, Omar Mateen), mizoginia (np. Elliot Rodger, George Hennard, Marc Lépine), zastraszanie/prześladowanie/przemoc w szkole (np. Eric Harris i Dylan Klebold, Jeffrey Weise, Cho Seung-hui), czy osobiste konflikty takie jak np. zwolnienie z pracy (np. Michael McLendon, Gary Montez Martin, DeWayne Craddock).

## Wpływ na debatę o posiadaniu broni palnej
Masowe strzelaniny mają zazwyczaj najistotniejszy wpływ ze wszystkich tego rodzaju zdarzeń na debatę o dostępie do broni palnej. W niektórych krajach po takich strzelaninach zaostrzano kontrolę broni. Takie kroki są kontrowersyjne, gdyż niektóre środowiska twierdzą, że powinno być wręcz przeciwnie, argumentując, że gdyby ludzie mieli większy dostęp do broni, to masowego strzelca można by powstrzymać przed zabiciem większej ilości osób, ponieważ w dużym skupisku, gdzie do takiego zdarzenia dochodzi, znalazłaby się osoba z bronią, która by go powstrzymała.
W Australii zaostrzono dostęp do posiadania broni po masakrze w Port Arthur z 1996 roku, w której zginęło 35 osób.
W Wielkiej Brytanii dostęp do broni zaostrzono po masakrze w Dunblane z 1996 roku, w której zginęło 18 osób, w tym 16 kilkuletnich dzieci. Sprawca użył dwóch rewolwerów i dwóch pistoletów. W związku z tym w Wielkiej Brytanii zakazano kupowania i noszenia tego rodzaju broni, ale w tym kraju zaostrzono przepisy już wcześniej – po masakrze w Hungerford z 1987 roku, w której zginęło 17 osób i której sprawca użył karabinka AK, karabinu M1 i rewolweru – wówczas zakazano w Wielkiej Brytanii kupna i noszenia przez cywilów broni szturmowej.
W Nowej Zelandii przepisy dotyczące dostępu do broni zaostrzono po masakrze w meczetach w Christchurch z 2019 roku, w której zginęło 51 osób.
W Stanach Zjednoczonych nie zaostrzono kontroli broni pomimo wielu strzelanin. Według badań przeważająca część amerykańskiego społeczeństwa traktuje drugą poprawkę do Konstytucji Stanów Zjednoczonych, gwarantującą nieskrępowany dostęp do broni, jako swoistą świętość i ten, kto będzie chciał realnie ją zlikwidować, będzie narażał się na wyjątkową niepopularność wśród obywateli. Wśród dwóch głównych partii politycznych w USA za utrzymaniem dostępu do broni opowiadają się Republikanie, a za zaostrzeniem opowiadają się Demokraci.
W 2022 roku, po masakrze w szkole podstawowej w Teksasie, wprowadzono przepisy nieznacznie zaostrzające dostęp do broni.
W Polsce po strzelaninie w ZK Sieradz z 2007 roku, w której zginęły 3 osoby, minister sprawiedliwości Zbigniew Ziobro stwierdził, że w Polsce musi zostać utrzymane ograniczenie dostępu do broni palnej.

## Lista największych masowych strzelanin
Poniżej przedstawiona została lista największych, najkrwawszych i najgłośniejszych masowych strzelanin.

### XX wiek
Lata 10. XX wieku
| Data            | Lokalizacja   | Liczba zabitych | Liczba rannych | Opis |
| --------------- | ------------- | --------------- | -------------- | --- |
| 20 czerwca 1913 | Brema, Niemcy | 5               | 23             | 29-letni Heinz Schmidt, nauczyciel bez zatrudnienia, zastrzelił w szkole podstawowej cztery dziewczynki i ranił ponad dwadzieścia innych osób zanim został obezwładniony i aresztowany. Podczas ataku zmarła również piąta dziewczynka, która upadła na schody i złamała kark, próbując uciec przed napastnikiem. |

Lata 20. XX wieku
| Data        | Lokalizacja                              | Liczba zabitych | Liczba rannych | Opis |
| ----------- | ---------------------------------------- | --------------- | -------------- | --- |
| 6 maja 1925 | Wilno, II Rzeczpospolita (obecnie Litwa) | 5               | 9              | Dwóch uczniów zaatakowało za pomocą broni palnej i granatów komisję egzaminacyjną, zabijając trzy osoby i raniąc dziewięć innych, a na końcu popełniło samobójstwo. |

Lata 50. XX wieku
| Data                             | Lokalizacja                                                           | Liczba zabitych | Liczba rannych | Opis |
| -------------------------------- | --------------------------------------------------------------------- | --------------- | -------------- | --- |
| 1 stycznia 1954 i 11 lutego 1957 | Mahagi, Kongo Belgijskie i Malampaka, Brytyjskie Terytorium Tanganiki | 58              | 30+            | Szaleniec William Unek dokonał dwóch masakr w odstępie trzech lat. W 1954 roku zabił siekierą 21 osób i ranił ponad 20 innych, po czym uciekł z Konga Belgijskiego do Tanganiki, gdzie trzy lata później, w 1957 roku, dokonał masowego morderstwa, zabijając z użyciem broni palnej przez dokonanie masowej strzelaniny, ale także noża, zapalniczki i gołych pięści łącznie 36 osób i ranił kilka innych. Dziesięć dni po drugiej z masakr został zastrzelony przez policję. W masakrach zginęło łącznie 58 osób, a około 30 zostało rannych. |

Lata 60. XX wieku
| Data            | Lokalizacja                       | Liczba zabitych | Liczba rannych | Opis |
| --------------- | --------------------------------- | --------------- | -------------- | --- |
| 1 sierpnia 1966 | Austin, Teksas, Stany Zjednoczone | 18              | 31             | 25-letni Charles Whitman zabił 15 osób, a 31 ranił, strzelając z wieży Uniwersytetu Teksańskiego w Austin z karabinu z zamontowanym celownikiem optycznym. Po dokonaniu masakry został zastrzelony przez policję, która przybyła na wieżę i skonfrontowała napastnika. Wcześniej sprawca zadźgał swoją matkę oraz żonę w ich mieszkaniach. |

Lata 70. XX wieku
| Data                                              | Lokalizacja                              | Liczba zabitych | Liczba rannych | Opis |
| ------------------------------------------------- | ---------------------------------------- | --------------- | -------------- | --- |
| 31 grudnia 1972/1 stycznia 1973 i 7 stycznia 1973 | Nowy Orlean, Luizjana, Stany Zjednoczone | 10              | 13             | 23-letni Mark Essex dokonał serii zabójstw i masowej strzelaniny skierowanych przeciwko białoskórym policjantom, zabijając 9 osób i raniąc 13 innych, po czym sam został zastrzelony przez policję.                                |
| 30 grudnia 1974                                   | Olean, Nowy Jork, Stany Zjednoczone      | 4               | 11             | 17-letni Anthony Barbaro zastrzelił cztery osoby, w tym ciężarną kobietę i jej nienarodzone dziecko, strzelając w swojej szkole do pracowników i z okna swojej szkoły do przechodniów. Następnie został aresztowany przez policję. |
| 12 lipca 1976                                     | Fullerton, Kalifornia, Stany Zjednoczone | 7               | 2              | 37-letni Edward Charles Allaway zastrzelił siedmiu swoich współpracowników i ranił dwóch innych na uniwersytecie w Fullerton. Następnie zbiegł z miejsca zbrodni, ale został chwilę później aresztowany przez policję.             |

Lata 80. XX wieku
| Data                  | Lokalizacja                               | Liczba zabitych | Liczba rannych | Opis |
| --------------------- | ----------------------------------------- | --------------- | -------------- | --- |
| 26 i 27 kwietnia 1982 | Powiat Uiryeong, Korea Południowa         | 57              | 35             | 27-letni policjant Woo Bum-kon dokonał masakry w kilku wioskach w powiecie Uiryeong, zabijając łącznie 56 osób i 35 innych raniąc, po czym popełnił samobójstwo. Sprawca był po kłótni ze swoją dziewczyną. Spożył dużą ilość alkoholu, a następnie przez osiem godzin chodził od domu do domu, wykorzystując fakt bycia policjantem, i zabijał lub ranił znajdujące się tam osoby. |
| 20 sierpnia 1982      | Miami, Floryda, Stany Zjednoczone         | 9               | 3              | 51-letni nauczyciel z problemami psychicznymi Carl Robert Brown zastrzelił w sklepie spawalniczym osiem osób, a trzy inne ranił. Podczas masakry sprawca krzyczał Odeślę was wszystkich do Niemiec!. Kiedy próbował uciec na rowerze i dokonać masakry w szkole, w której nauczał, sam został zastrzelony przez uzbrojonego przechodnia. |
| 18 lipca 1984         | San Ysidro, Kalifornia, Stany Zjednoczone | 22              | 19             | 41-letni James Oliver Huberty dokonał masakry w restauracji McDonald’s, zabijając 21 osób i raniąc 19 innych. Strzały były oddawane zarówno do klientów i pracowników restauracji wewnątrz lokalu, jak i do osób przechodzących w pobliżu. Sprawca został po dwóch godzinach zabity przez snajpera jednostki specjalnej SWAT. |
| 20 sierpnia 1986      | Edmond, Oklahoma, Stany Zjednoczone       | 15              | 6              | 44-letni pracownik poczty Patrick Henry Sherrill, któremu groziło zwolnienie z pracy, wszedł do jej budynku i zastrzelił 14 współpracowników i ranił sześciu innych, po czym popełnił samobójstwo. Masakra dokonana przez Sherrilla zainspirowała amerykańskie określenie going postal (pol. iść pocztowo), które jest określeniem na masakry dokonywane przez osoby wyrzucone z pracy, osoby, którym grozi zwolnienie lub mające konflikt ze współpracownikami.                                                                                       |
| 19 sierpnia 1987      | Hungerford, Anglia, Wielka Brytania       | 17              | 20             | 27-letni robotnik Michael Robert Ryan zastrzelił w miasteczku Hungerford łącznie 16 osób, w tym swoją matkę, i ranił 20 innych, w tym 15 ciężko, po czym zabarykadował się w budynku miejscowej szkoły, gdzie po kilku godzinach popełnił samobójstwo. |
| 20 maja 1988          | Winnetka, Illinois, Stany Zjednoczone     | 2               | 6              | 30-letnia kobieta z problemami rodzinnymi i zawodowymi Laurie Dann usiłowała sterroryzować miasteczko, najpierw próbując otruć dzieci, które wychowywała jako opiekunka tymczasowa, później wysyłając paczki z podejrzanymi pakunkami do uniwersytetów i szkół, a następnie próbowała spalić dwie szkoły. Kiedy jej się to nie udało, weszła do pobliskiej szkoły podstawowej i zastrzeliła w niej 8-latka i raniła pięciu innych uczniów. Następnie Dann zabarykadowała się w jednym z mieszkań, gdzie postrzeliła mężczyznę i popełniła samobójstwo. |
| 17 stycznia 1989      | Stockton, Kalifornia, Stany Zjednoczone   | 6               | 32             | 24-letni Patrick Edward Purdy zastrzelił na podwórku szkolnym pięcioro dzieci i ranił 32 inne osoby, po czym popełnił samobójstwo. |
| 6 grudnia 1989        | Montréal, Quebec, Kanada                  | 15              | 14             | 25-letni Marc Lépine zastrzelił w budynku politechniki czternaście kobiet i ranił dziesięć innych kobiet i czterech mężczyzn, po czym popełnił samobójstwo. Lépine miał skrajnie antyfeministyczne poglądy i kierował się nienawiścią do kobiet. Jest to najkrwawsza masowa strzelanina w historii Kanady. |

Lata 90. XX wieku
| Data                 | Lokalizacja                                  | Liczba zabitych | Liczba rannych | Opis |
| -------------------- | -------------------------------------------- | --------------- | -------------- | --- |
| 18 czerwca 1990      | Jacksonville, Floryda, Stany Zjednoczone     | 13              | 6              | 42-letni James Edward Pough zastrzelił w salonie samochodowym dziewięciu pracowników i ranił czterech innych, po czym popełnił samobójstwo. Dzień wcześniej zabił dwie inne osoby i ranił dwie kolejne oraz okradł sklep spożywczy. Ponadto sprawca w dniu 8 maja 1971 roku, prawie dwie dekady przed strzelaniną, zastrzelił swojego przyjaciela po tym jak ten obraził jego dziewczynę, ale umorzono wówczas tę sprawę. |
| 16 października 1991 | Killeen, Teksas, Stany Zjednoczone           | 24              | 27             | 35-letni George Hennard wjechał swoim samochodem przez frontowe okno baru Luby’s w mieście Killen w Teksasie do jego wnętrza i wysiadł z pojazdu, uzbrojony w dwa pistolety. Następnie krzyknął: Wszystkie kobiety z Killen i Belton są żmijami! (...) Oto co hrabstwo Bell mi zrobiło!, po czym zaczął strzelać do ludzi, głównie do kobiet. Hennard zabił łącznie 23 osoby, w większości kobiety, i ranił 27 innych osób, po czym popełnił samobójstwo. |
| 1 listopada 1991     | Iowa City, Iowa, Stany Zjednoczone           | 6               | 1              | 28-letni student Gang Lu zastrzelił na uniwersytecie Iowy 5 osób a jedną ranił, po czym popełnił samobójstwo. |
| 1 maja 1992          | Olivehurst, Kalifornia, Stany Zjednoczone    | 4               | 10             | 20-letni Eric Houston zastrzelił w szkole średniej Lindhurst High School nauczyciela i cztery inne osoby, a 10 innych ranił. Następnie zabarykadował się wraz z zakładnikami i przebywał w szkole aż do późnych godzin wieczornych, po czym poddał się policji. |
| 24 sierpnia 1992     | Montreal, Quebec, Kanada                     | 4               | 1              | 52-letni profesor nadzwyczajny nauk inżynierii Walery Josifowicz Fabrykant zastrzelił czterech swoich współpracowników i ranił sekretarkę, po czym został aresztowany przez policję. |
| 1 lipca 1993         | San Francisco, Kalifornia, Stany Zjednoczone | 9               | 6              | 55-letni Gian Luigi Ferri zastrzelił w mieszczącej się na 34. piętrze wieżowca 101 California Street siedzibie firmy prawniczej osiem osób, a sześć innych ranił, po czym popełnił samobójstwo. |
| 14 grudnia 1993      | Aurora, Kolorado, Stany Zjednoczone          | 4               | 1              | 19-letni zwolniony pracownik Nathan Dunlap zastrzelił cztery osoby w sieci popularnych restauracji z animatronikami cztery osoby, a jednego pracownika ciężko ranił, po czym zbiegł z miejsca zdarzenia, ale został niedługo później aresztowany. Niektóre teorie twierdzą, że na podstawie tych wydarzeń mogła powstać pierwsza część serii gier Five Night at Freddy’s. |
| 26 czerwca 1994      | Kampala, Uganda                              | 27              | 13             | 27-letni żołnierz Richard Komakech zastrzelił na weselu w Kampali 26 osób i ciężko ranił 13 innych z karabinka, po tym jak jedna z kobiet odmówiła tańca z nim. |
| 2 lutego 1996        | Moses Lake, Waszyngton, Stany Zjednoczone    | 3               | 1              | 14-letni Barry Loukaitis zastrzelił w swoim gimnazjum Frontier Middle School dwóch kolegów i nauczycielkę i ciężko ranił uczennicę, po czym został obezwładniony przez woźnego i aresztowany. |
| 13 marca 1996        | Dunblane, Szkocja, Wielka Brytania           | 18              | 15             | 43-letni Thomas Hamilton zastrzelił w szkole podstawowej Dunblane szesnaścioro kilkuletnich dzieci i ich ciężarną nauczycielkę, ranił piętnaścioro innych dzieci, po czym popełnił samobójstwo. Strzelanina doprowadziła do ograniczeń w dostępie do broni w Zjednoczonym Królestwie. Jest to najkrwawsza masowa strzelanina w historii Wielkiej Brytanii. |
| 28 kwietnia 1996     | Port Arthur, Australia                       | 35              | 24             | 28-letni chory psychiczne Martin Bryant zastrzelił w osadzie Port Arthur na Tasmanii łącznie 35 osób i ranił 23 inne osoby. Na koniec zabarykadował się w pensjonacie z zakładnikami i go podpalił. Następnie, poparzony, opuścił budynek i został aresztowany przez policję. Masakra doprowadziła do ograniczeń w dostępie do broni w kraju. Jest to najkrwawsza masowa strzelanina w historii Australii. |
| 21 i 22 maja 1997    | Santo Antonio do Potengi, Brazylia           | 15              | 1              | 27-letni żołnierz Genildo Ferreira de França zastrzelił czternastu swoich znajomych i członków rodziny w zemście za nazywanie go gejem, a jedną osobę ciężko ranił, po czym popełnił samobójstwo. |
| 24 marca 1998        | Jonesboro, Arkansas, Stany Zjednoczone       | 5               | 10             | 13-letni Mitchell Johnson i 11-letni Andrew Golden zastrzelili przed szkołą cztery uczennice i nauczycielkę i ranili dziesięć innych osób po wywołaniu fałszywego alarmu przeciwpożarowego, po czym zostali aresztowani. |
| 20 kwietnia 1999     | Columbine, Kolorado, Stany Zjednoczone       | 15              | 24             | Masakra w Columbine High School była jednym z największych masowych morderstw na terenie placówek oświatowych w historii Stanów Zjednoczonych. Dwóch uczniów, 18-letni Eric Harris i 17-letni Dylan Klebold, zastrzelili dwunastu swoich kolegów i jednego nauczyciela, raniąc przy tym 24 inne osoby. Sprawcy popełnili samobójstwo zanim do budynku wkroczyła policja. Strzelanina w Columbine wywołała panikę moralną na całym świecie związaną z młodzieżą nieprzystosowaną społecznie, środkami antydepresyjnymi, brutalnymi filmami, grami i muzyką, internetem oraz powszechnym dostępem do broni palnej w USA. Jest to jedna z najsłynniejszych masowych strzelanin w historii, pociągnęła za sobą falę naśladowców, którzy od 1999 do dzisiejszych dni dokonują ataków inspirując się masakrą w szkole w Columbine. |

### XXI wiek
Lata 2000–2009
| Data                | Lokalizacja                                  | Liczba zabitych | Liczba rannych | Opis |
| ------------------- | -------------------------------------------- | --------------- | -------------- | --- |
| 5 marca 2001        | Santee, Kalifornia, Stany Zjednoczone        | 2               | 13             | 15-letni Charles Andrew Williams zastrzelił w swojej szkole średniej dwóch swoich prześladowców i ranił trzynaście innych osób, po czym został aresztowany przez policję. |
| 1 czerwca 2001      | Katmandu, Nepal                              | 10              | 4              | Książę Dipendra zastrzelił w pałacu królewskim Narayanhity w Katmandu dziewięciu członków rodziny królewskiej, w tym swojego ojca króla Nepalu Birendrę i matkę królową Aishwaryę, raniąc również cztery inne osoby, po czym popełnił samobójstwo. Dipendra żył jeszcze przez trzy dni, będąc w stanie wegetatywnym po strzale w głowę, formalnie pełniąc funkcję króla, a kiedy 4 czerwca 2001 zmarł, stanowisko króla Nepalu objął Gyanendra, którego nie było w pałacu w czasie masakry. Wydarzenie to pośrednio przyczyniło się do zniesienia monarchii w Nepalu w maju 2008 roku. |
| 27 września 2001    | Zug, Szwajcaria                              | 15              | 18             | 57-letni mężczyzna o poglądach skrajnie antysystemowych Friedrich Leibacher, wszedł do budynku lokalnego parlamentu kantonowego i zastrzelił w nim czternastu lokalnych polityków i ranił osiemnaście innych osób, po czym popełnił samobójstwo. |
| 26 kwietnia 2002    | Erfurt, Niemcy                               | 17              | 7              | 19-letni Robert Steinhäuser dokonał masakry w gimnazjum imienia Gutenberga w Erfurcie, do którego niegdyś uczęszczał, ale został z niego wyrzucony za wagarowanie i sfałszowanie zwolnienia lekarskiego. Nastolatek zastrzelił dwunastu nauczycieli, sekretarkę, dwóch uczniów oraz policjanta i ranił siedem innych osób, po czym popełnił samobójstwo. Jest to najkrwawsza masowa strzelanina w historii Niemiec. |
| 21 marca 2005       | Red Lake, Minnesota, Stany Zjednoczone       | 10              | 7              | 16-letni Jeffrey Weise zastrzelił w swojej szkole średniej siedem osób i ranił siedem kolejnych, po czym popełnił samobójstwo. Wcześniej zastrzelił w mieszkaniu swojego dziadka i jego partnerkę. |
| 30 stycznia 2006    | Goleta, Kalifornia, Stany Zjednoczone        | 8               | 0              | 44-letnia Jennifer San Marco zastrzeliła w placówce pocztowej sześciu swoich współpracowników, po czym popełniła samobójstwo. Wcześniej zastrzeliła swojego sąsiada w jego mieszkaniu. |
| 25 marca 2006       | Seattle, Waszyngton, Stany Zjednoczone       | 7               | 2              | 28-letni Kyle Aaron Huff zastrzelił w dzielnicy Capitol Hill sześć młodych osób wracających z imprezy rave'owej i ranił dwie inne osoby. Następnie wdał się w strzelaninę z policją, podczas której został zabity przez funkcjonariuszy. |
| 13 września 2006    | Montreal, Quebec, Kanada                     | 2               | 19             | 25-letni Kimveer Gill zastrzelił na uczelni Dawson College 18-letnią studentkę Anastasię De Sousa i ranił dziewiętnastu innych studentów, po czym popełnił samobójstwo. |
| 2 października 2006 | Nickel Mines, Pensylwania, Stany Zjednoczone | 6               | 5              | 32-letni rozwoziciel mleka Charles Carl Roberts IV zastrzelił w prowadzonej przez amiszów szkole jednoizbowej pięć dziewcząt i ranił pięć kolejnych, po czym popełnił samobójstwo. |
| 26 marca 2007       | Sieradz, Polska                              | 3               | 2              | 28-letni strażnik więzienny Damian Ciołek zastrzelił trzech policjantów siedzących w radiowozie i ciężko ranił przewożonego przez nich aresztanta, po czym zabarykadował się na wieżyczce strażniczej. Napastnik został chwilę później postrzelony i aresztowany przez przybyłe na miejsce siły specjalne policji. Jest to dotychczas najkrwawsza masowa strzelanina w III Rzeczypospolitej. |
| 16 kwietnia 2007    | Blacksburg, Wirginia, Stany Zjednoczone      | 33              | 23             | 23-letni amerykański student południowokoreańskiego pochodzenia Cho Seung-hui dokonał masakry na uczelni Virginia Tech, zabijając 32 osoby i raniąc 23 inne, po czym popełnił samobójstwo. Najpierw zastrzelił w akademiku 18-letnią studentkę weterynarii i jej 22-letniego chłopaka. Następnie udał się na pocztę, skąd wysłał do telewizji NBC swoisty manifest, w którym stwierdził, że doznał w swoim życiu głębokiego upokorzenia i w irracjonalny sposób opisał swoje cierpienia. Chwilę później udał się na uczelnię i skuł łańcuchem od środka drzwi wyjściowe. Napastnik chodził po salach wykładowych i strzelał do znajdujących się tam studentów i wykładowców, zabijając 30 kolejnych osób i raniąc 23 inne, w tym 17 bezpośrednio, po czym popełnił samobójstwo. |
| 7 listopada 2007    | Tuusula, Finlandia                           | 9               | 13             | 18-letni Pekka Auvinen zastrzelił w swojej szkole średniej sześciu uczniów, pielęgniarkę i dyrektorkę, raniąc przy tym 13 innych osób, po czym popełnił samobójstwo. |
| 5 grudnia 2007      | Omaha, Nebraska, Stany Zjednoczone           | 9               | 6              | 19-letni cierpiący na depresję Robert Arthur Hawkins zastrzelił w galerii handlowej Westroads Mall osiem osób i ranił sześć innych, po czym popełnił samobójstwo. |
| 14 lutego 2008      | DeKalb, Illinois, Stany Zjednoczone          | 6               | 21             | 27-letni amerykański student polskiego pochodzenia Steven Philip Kazmierczak zastrzelił 5 osób i ranił 21 innych, po czym popełnił samobójstwo. |
| 23 września 2008    | Kauhajoki, Finlandia                         | 11              | 11             | 22-letni student Matti Juhani Saari zastrzelił w swojej szkole zawodowej dziesięć osób i ranił jedenaście kolejnych, po czym popełnił samobójstwo. Jest to najkrwawsza masowa strzelanina w historii Finlandii. |
| 10 marca 2009       | Geneva, Alabama, Stany Zjednoczone           | 11              | 6              | 28-letni Michael McLendon zastrzelił w hrabstwie Geneva dziesięć osób i ranił sześć innych, po czym popełnił samobójstwo. |
| 11 marca 2009       | Winnenden, Niemcy                            | 16              | 9              | 17-letni Tim Kretschmer zastrzelił w swojej szkole średniej w Winnenden 12 osób i ranił 7 innych. Następnie uciekł ze szkoły, zabił pracownika miejscowego szpitala psychiatrycznego, wdarł się do samochodu Volkswagen Sharan i uciekł nim wraz z kierowcą do odległego o 40 km Wendlingen am Neckar. Kierowca zbiegł, a napastnik wdarł się do salonu samochodowego, gdzie zastrzelił dwie osoby i ranił dwóch policjantów, po czym popełnił samobójstwo. |
| 30 kwietnia 2009    | Baku, Azerbejdżan                            | 13              | 13             | 29-letni Farda Gadirow zastrzelił na uczelni w Baku dwanaście osób i ranił trzynaście innych, po czym popełnił samobójstwo. |
| 5 listopada 2009    | Fort Hood, Teksas, Stany Zjednoczone         | 13              | 32             | 32-letni Nidal Hasan zastrzelił w bazie wojskowej Fort Hood 13 osób i ranił 31 innych, po czym został postrzelony i aresztowany przez innych wojskowych. |

Lata 10. XXI wieku
| Data                 | Lokalizacja                                                 | Liczba zabitych | Liczba rannych | Opis |
| -------------------- | ----------------------------------------------------------- | --------------- | -------------- | --- |
| 2 czerwca 2010       | Lake District, Anglia, Wielka Brytania                      | 13              | 11             | 52-letni taksówkarz Derrick Bird, jadąc swoją taksówką przez hrabstwo Kumbria zastrzelił 12 osób i ranił 11 innych, po czym popełnił samobójstwo. |
| 30 sierpnia 2010     | Bratysława, Słowacja                                        | 8               | 15             | 48-letni mieszkaniec Bratysławy Ľubomír Harman zastrzelił w mieszkaniu sąsiada pięcioosobową rodziną, a następnie zszedł na dół, gdzie zastrzelił kolejnego członka tej rodziny. Chwilę później Harman zaczął strzelać do ludzi na balkonach, raniąc 16 osób, w tym jedną śmiertelnie. Kiedy na miejsce zdarzenie przyjechała policja, Harman otworzył ogień do funkcjonariuszy, a następnie popełnił samobójstwo. |
| 8 stycznia 2011      | Tucson, Arizona, Stany Zjednoczone                          | 6               | 15             | 22-letni chory psychicznie Jared Lee Loughner zastrzelił na wiecu kongresmenki Gabrielle Giffords sześć osób i ranił czternaście innych, w tym Giffords, która została krytycznie ranna, ale ostatecznie przeżyła. Napastnik następnie został zatrzymany podczas szarpaniny z ludźmi, którzy starali się go obezwładnić i podczas której został ranny. Sprawca został aresztowany przez policję. |
| 9 kwietnia 2011      | Alphen aan den Rijn, Holandia                               | 7               | 17             | 24-letni schizofrenik Tristan van der Vlis zastrzelił w galerii handlowej Ridderhof sześć osób i ranił siedemnaście innych, po czym popełnił samobójstwo. |
| 7 lipca 2011         | Grand Rapids, Michigan, Stany Zjednoczone                   | 8               | 2              | 45-letni Rodrick Shonte Dantzler zastrzelił w dwóch mieszkaniach siedem osób, którymi były jego byłe białoskóre dziewczyny oraz ich rodziny i ranił dwie inne osoby, po czym popełnił samobójstwo. |
| 22 lipca 2011        | Oslo i Utøya, Norwegia                                      | 77              | 319            | Masakra na wyspie Utøya była najkrwawszą masową strzelaniną w historii świata, częścią zamachów w Norwegii z 2011 roku. Sprawcą masakry był 32-letni skrajnie prawicowy ekstremista Anders Behring Breivik. Najpierw dokonał on zamachu bombowego na budynki rządowe w centrum Oslo, zabijając 8 osób i raniąc ponad 200 innych. Następnie udał się na wyspę Utøya, gdzie odbywał się letni obóz młodzieżówki norweskiej Partii Pracy w przebraniu policjanta. Breivik strzelał przez półtorej godziny do bezbronnej młodzieży i niektórych innych osób dorosłych znajdujących się na wyspie, zabijając 69 osób i raniąc 119 kolejnych. Sprawca został następnie aresztowany przez przybyłą na miejsce zdarzenia policję; tłumaczył, że jego czyn był konieczny do odparcia mającej, jego zdaniem, miejsce muzułmańskiej inwazji na Europę. W zamachach zginęło łącznie 77 osób, a 319 zostało rannych; jest to największe w historii masowe morderstwo dokonane przez jednego człowieka niezwiązanego z żadną organizacją terrorystyczną, najkrwawsza masowa strzelanina w historii świata, a także największa taka tragedia w Norwegii po zakończeniu II wojny światowej. |
| 12 października 2011 | Seal Beach, Kalifornia, Stany Zjednoczone                   | 8               | 1              | 41-letni Scott Evans Dekraai zastrzelił w salonie fryzjerskim osiem osób, w tym własną żonę, a jedną ranił, po czym został aresztowany przez policję. |
| 27 lutego 2012       | Chardon, Ohio, Stany Zjednoczone                            | 3               | 3              | 17-letni Thomas Michael T.J. Lane III zastrzelił w swojej szkole średniej trzech uczniów i ranił trzech kolejnych, po czym został aresztowany przez policję. |
| marzec 2012          | Tuluza i Montauban, Francja                                 | 8               | 5              | 23-letni Mohammed Merah dokonał zabójstw trzech francuskich żandarmów; zabójstwa miały miejsce w dwóch dniach marca 2012 roku. Niedługo później, w dniu 19 marca, Merah dokonał masowej strzelaniny w szkole żydowskiej w Tuluzie, zabijając trzy żydowskie dzieci i ich nauczyciela i raniąc pięcioro innych dzieci. Następnie sprawca odjechał swoim skuterem. Napastnik zginął 22 marca w obławie policyjnej na jego mieszkanie. Merah twierdził, że miał powiązania z Al-Ka’idą, wszystkie swoje strzelaniny transmitował na żywo w internecie. |
| 2 kwietnia 2012      | Oakland, Kalifornia, Stany Zjednoczone                      | 7               | 3              | 43-letni One L. Goh zastrzelił na Oikos University siedem osób i ranił trzy inne, po czym uciekł z miejsca zdarzenia, ale został niedługo później aresztowany przez policję. |
| 20 lipca 2012        | Aurora, Kolorado, Stany Zjednoczone                         | 12              | 70             | 24-letni James Eagan Holmes dokonał masakry w kinie w Aurorze na przedmieściach Denver, podczas premiery filmu Mroczny Rycerz powstaje zabijając 12 osób i raniąc 70 innych. Chwilę przed otwarciem ognia, rzucił w widownię granatem gazowym. Następnie zaczął strzelać z karabinu, strzelby i pistoletu do tłumu widzów w kinie. Po masakrze uciekł z sali kinowej w kierunku swojego samochodu, obok którego został zatrzymany i aresztowany przez policję. Według dwóch policjantów, którzy go zatrzymali, Holmes miał powiedzieć im To ja jestem Jokerem!, a w jego mieszkaniu znaleziono dowody na to, że utożsamiał się z postaciami z Batmana. |
| 5 sierpnia 2012      | Oak Creek, Wisconsin, Stany Zjednoczone                     | 7               | 4              | 40-letni neonazista Wade Michael Page zastrzelił w gurdwarze (sikhijskiej świątyni) sześć osób i ranił cztery inne, po czym został zastrzelony przez policję. |
| 14 grudnia 2012      | Newtown, Connecticut, Stany Zjednoczone                     | 28              | 2              | 20-letni Adam Lanza dokonał masakry w szkole podstawowej Sandy Hook, zabijając 26 osób, w tym dwadzieścioro dzieci i sześciu dorosłych członków personelu, raniąc przy tym dwie nauczycielki, po czym popełnił samobójstwo. Wcześniej w mieszkaniu zastrzelił swoją matkę. Strzelanina wyjątkowo zszokowała całe Stany Zjednoczone i cały świat, gdyż nigdy wcześniej w historii tego kraju nie odnotowano masowej strzelaniny albo innego zamachu, w którym śmierć poniosłaby tak duża ilość kilkuletnich dzieci. Sprawca ataku cierpiał na zespół Aspergera, depresję i zaburzenia obsesyjno-kompulsyjne, ale władze stwierdziły, że te schorzenia nie odegrały w motywacji sprawcy żadnej roli do popełnienia masakry, podobnego zdania byli także psychologowie i psychiatrzy, którzy udzielili wywiadów dla mediów po masakrze. Motywy Adama Lanzy pozostają kompletnie nieznane. |
| 9 kwietnia 2013      | Velika Ivanča, Serbia                                       | 14              | 1              | 59-letni Ljubiša Bogdanović zastrzelił we wsi Velika Ivanča pod Belgradem łącznie 13 osób, w tym członków swojej rodziny i sąsiadów i ciężko ranił swą żonę po czym popełnił samobójstwo. |
| 21 sierpnia 2013     | Meet al-Attar, Egipt                                        | 16              | 5              | 28-letni Omar Abdul Razeq Abdullah Rifai zastrzelił w miejscowości Meet al-Attar 15 jej mieszkańców i ranił 5 innych, po czym został zastrzelony przez jednego z mieszkańców. Sprawca został wcześniej skazany za wywołanie wendety rodzinnej, która miała miejsce w 2008 roku i w wyniku której śmierć poniosły 23 osoby, ale sam najprawdopodobniej nie zabił żadnej z nich. Według doniesień, sprawca nie mógł się pozbierać psychicznie po odsiadce w więzieniu. |
| 16 września 2013     | Waszyngton, D.C., Stany Zjednoczone                         | 13              | 8              | 34-letni Aaron Alexis zastrzelił w stoczni Washington Navy Yard 12 osób i ranił 8 innych, w tym 3 bezpośrednio, po czym wdał się w strzelaninę z policją, podczas której został zastrzelony przez jednego z funkcjonariuszy. |
| 23 maja 2014         | Isla Vista, Kalifornia, Stany Zjednoczone                   | 7               | 14             | Masakra w Isla Vista była masowym morderstwem, do którego doszło 23 maja 2014 roku na terenie miasteczka studenckiego Isla Vista, znajdującego się na obrzeżach kampusu Uniwersytetu Kalifornijskiego w Santa Barbara. Sprawcą masakry był 22-letni student Elliot Rodger. Najpierw zabił on za pomocą noża trzech studentów w akademiku, a następnie zastrzelił trzech kolejnych na terenie kampusu uniwersyteckiego, raniąc przy tym za pomocą strzałów i przez staranowanie swoim samochodem 14 kolejnych studentów, po czym popełnił samobójstwo. Rodger przed atakiem przesłał film, na którym wyraził swoją frustrację seksualną i złość z powodu odrzucenia społecznego i seksualnego. Sprawca należał do internetowej grupy Incel zrzeszającej mężczyzn, którzy nie uprawiają seksu, choć bardzo by chcieli; przed atakiem napisał także 147-stronicowy autobiograficzny manifest, w którym zadeklarował swoją przynależność do grupy, a zamach Rodgera zainspirował sprawców innych masakr, którzy deklarowali się jako incele. |
| 24 lutego 2015       | Uherský Brod, Czechy                                        | 9               | 1              | 63-letni Zdeněk Kovář zastrzelił w restauracji w Uherskim Brodzie ośmiu jej klientów i ranił jedną kobietę, po czym popełnił samobójstwo. |
| 17 czerwca 2015      | Charleston, Karolina Południowa, Stany Zjednoczone          | 9               | 1              | 21-letni Dylann Roof zastrzelił w XIX-wiecznym afroamerykańskim episkopalnym kościele metodystycznym dziewięć czarnoskórych modlących się tam osób i ranił kolejną osobę, po czym zbiegł z miejsca zdarzenia, ale został nazajutrz zatrzymany przez policję. |
| 1 października 2015  | Roseburg, Oregon, Stany Zjednoczone                         | 10              | 8              | 26-letni Christopher Harper-Mercer zastrzelił na koledżu 9 osób i ranił 8 innych, po czym popełnił samobójstwo. |
| 27 listopada 2015    | Colorado Springs, Kolorado, Stany Zjednoczone               | 3               | 9              | 57-letni działacz ruchu antyaborcyjnego, Robert Lewis Dear, zastrzelił w ośrodku aborcyjnym sieci Planned Parenthood dwóch jej pracowników i policjanta i ranił dziewięć innych osób, po czym został aresztowany przez policję. |
| 2 grudnia 2015       | San Bernardino, Kalifornia, Stany Zjednoczone               | 16              | 23             | 28-letni Syed Rizwan Farook i jego 29-letnia żona Tashfeen Malik, oboje pochodzenia pakistańskiego, zastrzelili w ośrodku pomocy niepełnosprawnym 14 jej pracowników i ranili 23 inne osoby, po czym zbiegli z miejsca zdarzenia. Zginęli jeszcze tego samego dnia w strzelaninie z policją. Strzelanina ta była najprawdopodobniej aktem terroryzmu - w mieszkaniu małżeństwa znaleziono dowody na powiązania z islamskimi ekstremistami, a do zamachu przyznało się tak zwane Państwo Islamskie. |
| 12 czerwca 2016      | Orlando, Floryda, Stany Zjednoczone                         | 50              | 53             | 29-letni Omar Mir Seddique Mateen dokonał masakry w klubie Pulse przeznaczonym dla społeczności LGBT. Sprawca najpierw oddał strzały na zewnątrz klubu, po czym wszedł do środka i wziął jego klientów za zakładników. Chwilę później zaczął do nich strzelać. Zabił 49 osób i ranił 53 inne, po czym został zastrzelony przez policję. Mateen podczas ataku krzyczał Allahu Akbar!, a do strzelaniny przyznało się tak zwane Państwo Islamskie. |
| 7 lipca 2016         | Dallas, Teksas, Stany Zjednoczone                           | 6               | 11             | 25-letni Micah Xavier Johnson zastrzelił pięciu białoskórych policjantów i ranił jedenastu innych, po czym zabarykadował się w okolicznym budynku, w którym został następnego dnia zabity przy użyciu drona z bombą przez policję. |
| 17 lipca 2016        | Baton Rouge, Luizjana, Stany Zjednoczone                    | 4               | 3              | 29-letni Gavin Eugene Long zaatakował bronią palną w swoje urodziny grupkę białoskórych policjantów, zabijając trzech z nich i raniąc trzech kolejnych, po czym został zastrzelony przez innego z nich. |
| 22 lipca 2016        | Monachium, Niemcy                                           | 10              | 37             | 18-letni David Ali Sonboly zastrzelił w restauracji McDonald’s i w galerii handlowej Olympia-Einkaufszentrum 9 osób, w tym siedmiu nastolatków, raniąc przy tym 37 innych osób, w tym zaledwie cztery bezpośrednio, po czym popełnił samobójstwo. |
| 29 stycznia 2017     | Quebec, Quebec, Kanada                                      | 6               | 19             | 27-letni Alexandre Bissonnette zastrzelił w meczecie w Quebec City sześciu muzułmanów i ranił dziewiętnastu innych, po czym zbiegł z miejsca zdarzenia, ale został niedługo później aresztowany przez policję. |
| 2 czerwca 2017       | Pasay, Filipiny                                             | 40              | 70             | 40 osób zginęło, a 70 zostało rannych w ataku na kasyno Resorts World Manila w Pasay. Sprawcą był 42-letni Jessie Javier Carlos, były pracownik filipińskiego ministerstwa finansów, uzależniony od hazardu. Atak został dokonany na tle rabunkowym, a wszystkie ofiary sprawcy zginęły od pożaru wywołanego podpaleniem benzyny przez napastnika, którą chwilę wcześniej rozlał po pomieszczeniach budynku. Niektóre osoby zostały też postrzelone przez napastnika, który na chwilę przed rozlaniem benzyny oddał strzały w stronę ludzi, ale nie wiadomo czy rany postrzałowe przyczynił się do śmierci którejś z ofiar. Napastnik po ataku popełnił samobójstwo, a dzień wcześniej zastrzelił dwie osoby w mieście Paco niedaleko Pasay. |
| 8 czerwca 2017       | Eaton Township, Pensylwania, Stany Zjednoczone              | 4               | 0              | 24-letni youtuber Randy Stair zastrzelił w supermarkecie, w którym pracował, trzech swoich współpracowników, po czym popełnił samobójstwo. Przed atakiem przesłał na YouTube filmik, w którym stwierdził, że dokonuje strzelaniny żeby dostać się do uniwersum bajki Danny Phantom, w filmiku została też przedstawiona masakra szkolna dokonana przez postać przypominającą napastnika i postać z serii Ember's Ghost Squad z uniwersum Danny Phantom tworzonej przez sprawcę. Napastnik prawdopodobnie cierpiał na psychozę. |
| 1 października 2017  | Las Vegas, Nevada, Stany Zjednoczone                        | 61              | 867            | W masakrze na koncercie muzyki country w Las Vegas zginęło 59 osób, a 860 zostało rannych. Sprawcą masakry był 64-letni Stephen Paddock, który strzelał do tłumu uczestników koncertu z 32. piętra hotelu Mandalay Bay Resort and Casino. Napastnik po ataku popełnił samobójstwo. Motywy Paddocka nie są znane, najprawdopodobniej jego desperacja była spowodowana problemami życiowymi, finansowymi i psychicznymi, ponadto do zamachu przyznało się Państwo Islamskie, ale FBI nie potwierdziło powiązań sprawcy z jakąkolwiek grupą terrorystyczną. Jest to najkrwawsza masowa strzelanina w historii Stanów Zjednoczonych. |
| 5 listopada 2017     | Sutherland Springs, Teksas, Stany Zjednoczone               | 27              | 20             | 26-letni Devin Patrick Kelley zastrzelił w kościele baptystów w Sutherland Springs 26 osób, w tym ciężarną kobietę i jej nienarodzone dziecko, 14-letnią córkę pastora, a także ośmioosobową rodzinę, i ranił 20 innych osób. Napastnik następnie wyszedł z kościoła, żeby przeładować broń i został skonfrontowany z dwoma mieszkańcami wsi uzbrojonymi w broń, którzy ruszyli na pomoc. Sprawca został dwukrotnie postrzelony, po czym wsiadł do samochodu i odjechał z miejsca masakry, ale uzbrojeni mieszkańcy ruszyli za nim, w wyniku czego Kelley najpewniej stwierdził, że nie ma szans na ucieczkę i popełnił samobójstwo, a jego samochód wjechał do rowu przydrożnego i się roztrzaskał. |
| 7 grudnia 2017       | Aztec, Nowy Meksyk, Stany Zjednoczone                       | 3               | 0              | 21-letni William Atchison zastrzelił w swojej dawnej szkole średniej dwóch 17-letnich uczniów, chłopaka i jego dziewczynę, po czym popełnił samobójstwo. |
| 14 lutego 2018       | Parkland, Floryda, Stany Zjednoczone                        | 17              | 17             | 19-letni Nikolas Cruz zastrzelił w swojej szkole średniej 17 osób, w większości uczniów, i ranił 17 kolejnych, po czym uciekł z miejsca zdarzenia do centrum handlowego, ale został niedługo później aresztowany przez policję. Cruz cierpiał na zaburzenia psychiczne i był zafascynowany bronią i masowymi strzelaninami. Jest to najkrwawsza w historii USA masowa strzelanina, do której doszło w szkole średniej, wcześniej za taką była uznawana masakra w Columbine High School z 1999 roku, w której zginęło 15 osób. |
| 3 kwietnia 2018      | San Bruno, Kalifornia, Stany Zjednoczone                    | 1               | 4              | 38-letnia youtuberka Nasim Najafi Aghdam postrzeliła w siedzibie portalu YouTube trzy osoby, a jedna została ranna podczas ucieczki. Następnie sprawczyni popełniła samobójstwo. Aghdam przed atakiem przesłała filmik na portalu, w którym wyraziła swoją frustrację z powodu odcięcia przez YouTube'a dochodów dla twórców z zamieszczanych przez nich na stronie treści uznanych za nie do końca zgodne z polityką firmy. |
| 18 maja 2018         | Santa Fe, Teksas, Stany Zjednoczone                         | 10              | 14             | 17-letni Dimitrios Pagourtzis zastrzelił w swojej szkole średniej 10 osób, w tym ośmiu uczniów i dwie nauczycielki, i ranił trzynaście innych osób, po czym został skonfrontowany z policją i został przez nich postrzelony, a następnie aresztowany. Napastnik chciał się zemścić na jednej z uczennic za odrzucenie romantyczne; została ona zastrzelona jako pierwsza podczas ataku. Jest to trzecia najkrwawsza strzelanina w historii amerykańskich szkół średnich po masakrze w Parkland również z 2018 roku i po masakrze w Columbine High School z 1999 roku. |
| 28 czerwca 2018      | Annapolis, Maryland, Stany Zjednoczone                      | 5               | 2              | 38-letni Jarrod Warren Ramos zastrzelił w siedzibie redakcji gazety Capital Gazette pięciu dziennikarzy i ranił dwóch innych, po czym został aresztowany przez policję; zastrzeleni w siedzibie dziennikarze zostali pośmiertnie uhonorowani tytułem ludzi roku 2018 tygodnika Time. |
| 26 sierpnia 2018     | Jacksonville, Floryda, Stany Zjednoczone                    | 3               | 11             | 24-letni sportowiec elektroniczny David RavensChamp Katz zastrzelił dwóch innych e-sportowców i ranił jedenaście innych osób na turnieju e-sportowym w grę komputerową Madden NFL 19 odbywającym się w Jacksonville. Następnie popełnił samobójstwo. Sprawca cierpiał na zaburzenia psychotyczne. |
| 17 października 2018 | Kercz, Rosja/Ukraina                                        | 21              | 70             | 18-letni Władisław Roslakow dokonał masakry na Kerczeńskim Koledżu Politechnicznym, do którego uczęszczał. Najpierw zdetonował bombę w szkolnej stołówce, w wyniku czego rannych zostało 50 osób. Następnie napastnik zastrzelił przy użyciu strzelby 20 osób i ranił 20 kolejnych, po czym popełnił samobójstwo w uczelnianej bibliotece przez strzał w podniebienie. Sprawca był podczas ataku przebrany za Erica Harrisa, jednego ze sprawców masakry w Columbine High School. Jest to najkrwawsza masowa strzelanina w historii Rosji. |
| 27 października 2018 | Pittsburgh, Pensylwania, Stany Zjednoczone                  | 11              | 7              | 46-letni zwolennik ideologii alt-right Robert Gregory Bowers zastrzelił w synagodze jedenastu wyznawców i ranił dwóch innych wyznawców i czterech policjantów, po czym sam został postrzelony przez policję i aresztowany. Sprawca przed atakiem opublikował post w internecie, w którym stwierdził, że Żydzi finansują przerzut migrantów z Meksyku do USA. Jest to najkrwawszy atak na społeczność żydowską w historii Stanów Zjednoczonych. |
| 2 listopada 2018     | Tallahassee, Floryda, Stany Zjednoczone                     | 3               | 5              | 40-letni Scott Beierle zastrzelił w studiu jogi w Tallahassee dwie kobiety i ranił cztery inne kobiety. Napastnik został zaatakowany przez znajdującego się w studiu mężczyznę, ale został uderzony przez sprawcę w głowę pistoletem, po czym Beierle popełnił samobójstwo. Sprawca był członkiem ruchu Incel i zapowiedział swój atak w internecie. |
| 7 listopada 2018     | Thousand Oaks, Kalifornia, Stany Zjednoczone                | 13              | 10             | 28-letni były żołnierz piechoty morskiej Ian David Long zastrzelił w barze jedenaście osób i ranił dziesięć innych, po czym popełnił samobójstwo. W strzelaninie zginął też policjant, który został przypadkowo zastrzelony przez innego policjanta. |
| 23 stycznia 2019     | Sebring, Floryda, Stany Zjednoczone                         | 5               | 0              | 21-letni Zephen Xaver zastrzelił w banku w Sebring pięć kobiet, po czym został aresztowany przez policję; atak nie został dokonany na tle rabunkowym, motywy sprawcy nie są znane. |
| 26 stycznia 2019     | Parafie Ascension i Livingston, Luizjana, Stany Zjednoczone | 5               | 0              | 21-letni Dakota Theriot zastrzelił swoich rodziców w mieszkaniu, a następnie pojechał do sąsiedniej parafii, gdzie zastrzelił swoją dziewczynę, jej ojca oraz siostrę, po czym udało mu się dojechać do stanu Wirginia do miejscowości Warsaw, gdzie został zatrzymany i aresztowany przez policję w domu swojej babci, której aktualnie nie było w mieszkaniu. |
| 15 lutego 2019       | Aurora, Illinois, Stany Zjednoczone                         | 6               | 7              | 45-letni Gary Montez Martin zastrzelił w fabryce, w której pracował i z której został zwolniony, pięciu pracowników i ranił siedmiu innych, po czym został zastrzelony przez policję. |
| 13 marca 2019        | Suzano, Brazylia                                            | 10              | 11             | Dwóch byłych uczniów, 17-letni Guilherme Monteiro i 25-letni Luiz Henrique de Castro, zastrzeliło w szkole w Suzano pięciu uczniów i dwie pracownice, raniąc jedenaście innych osób po czym jeden z nich strzelił do drugiego, zabijając go, po czym popełnił samobójstwo. Wcześniej sprawcy zastrzelili wujka jednego z nich w sklepie samochodowym, znajdującym się niedaleko szkoły. |
| 15 marca 2019        | Christchurch, Nowa Zelandia                                 | 51              | 49             | 28-letni skrajnie prawicowy ekstremista Brenton Tarrant dokonał masakry w dwóch meczetach w Christchurch. Strzelec zabił w nich łącznie 51 osób (43 w pierwszym, 8 w drugim), a 49 innych ranił. Napastnik transmitował masakrę na żywo w internecie przez Facebooka i Twittera. Przed atakiem i podczas pierwszego z nich odtworzył swoim widzom przez przenośny głośnik parę piosenek kojarzonych z memami internetowymi - Remove Kebab, The British Grenadiers, Fallschirmjager, Fire i Gas Gas Gas. Sprawca przed atakiem opublikował w internecie manifest, w którym nawiązał do zamachów Andersa Breivika i stwierdził, że dokonuje ataku dlatego żeby zastraszyć muzułmanów i zmusić ich do opuszczenia ziem cywilizacji zachodniej. |
| 27 kwietnia 2019     | Poway, Kalifornia, Stany Zjednoczone                        | 1               | 3              | 19-letni John Earnest zastrzelił w synagodze 68-letnią żydówkę i ranił trzy inne osoby, po czym został aresztowany przez policję. |
| 30 kwietnia 2019     | Charlotte, Karolina Północna, Stany Zjednoczone             | 2               | 4              | 22-letni student Trystan Terrell zastrzelił na uczelni dwie osoby i ranił cztery inne, po czym został aresztowany przez policję. |
| 7 maja 2019          | Highlands Ranch, Kolorado, Stany Zjednoczone                | 1               | 8              | Dwaj uczniowie 18-letni Devon Erickson i 17-letni transmężczyzna Maya Alec McKinney dokonali strzelaniny w swojej szkole, zabijając jednego ucznia i raniąc ośmiu innych, po czym zostali aresztowani przez policję. |
| 31 maja 2019         | Virginia Beach, Wirginia, Stany Zjednoczone                 | 13              | 5              | 40-letni DeWayne Craddock zastrzelił w urzędzie miejskim Virginia Beach 12 jego pracowników i ranił 4 innych i jednego z przybyłych na miejsce masakry policjantów, po czym został zastrzelony przez interweniujących funkcjonariuszy. |
| 4 czerwca 2019       | Darwin, Australia                                           | 4               | 1              | 45-letni Benjamin Glenn Hoffman zastrzelił w centrum miasta cztery osoby i ranił jedną, po czym został aresztowany przez policję. |
| 28 lipca 2019        | Gilroy, Kalifornia, Stany Zjednoczone                       | 4               | 17             | 19-letni Santino William Legan zastrzelił na festiwalu czosnku w Gilroy 3 osoby, w tym dwoje nieletnich, i ranił 17 innych osób, po czym popełnił samobójstwo. |
| 3 sierpnia 2019      | El Paso, Teksas, Stany Zjednoczone                          | 22              | 24             | 21-letni Patrick Crusius zastrzelił w supermarkecie WalMart w El Paso w Teksasie 22 osoby i ranił 24 inne, po czym został aresztowany przez policję. Sprawca przed atakiem napisał w internecie anty-latynoski manifest. Napastnik twierdził w nim, że dokonuje strzelaniny dlatego, żeby zmusić ich do opuszczenia Stanów Zjednoczonych. |
| 4 sierpnia 2019      | Dayton, Ohio, Stany Zjednoczone                             | 10              | 27             | 24-letni Connor Betts zastrzelił przy wejściu do baru Ned Peppers w centrum Dayton 9 osób i ranił 27 innych, po czym został zastrzelony przez policję. |
| 31 sierpnia 2019     | Midland i Odessa, Teksas, Stany Zjednoczone                 | 8               | 25             | 36-letni Seth Aaron Ator zastrzelił podczas jazdy autostradą 7 osób i ranił 25 innych, po czym został zastrzelony przed miejscowym kinem przez funkcjonariuszy policji. |
| 9 października 2019  | Halle i Landsberg, Niemcy                                   | 2               | 3              | 27-letni Stephan Balliet zastrzelił przed synagogą w Halle jedną osobę i ranił kolejną, po czym pojechał do niedalekiego Landsbergu, gdzie zastrzelił w restauracji kolejną osobę i ranił inną, po czym sam został ranny i aresztowany przez policję. Sprawca transmitował atak na żywo w internecie. Podczas ataku strzelał z broni domowej roboty. |
| 14 listopada 2019    | Santa Clarita, Kalifornia, Stany Zjednoczone                | 3               | 3              | 16-letni Nathaniel Berhow zastrzelił w swojej szkole średniej w dzień swoich urodzin dwóch uczniów i ranił trzech innych, po czym popełnił samobójstwo. |
| 6 grudnia 2019       | Pensacola, Floryda, Stany Zjednoczone                       | 4               | 8              | 21-letni saudyjski żołnierz, który przybył do bazy wojskowej w Pensacoli na szkolenie Mohamed Sajed al-Szamrani zastrzelił w bazie wojskowej w Pensacola trzy osoby i ranił osiem innych, po czym popełnił samobójstwo. Sprawca przed atakiem zapowiedział atak i napisał notatki, w których przysiągł wierność Al-Ka’idzie Półwyspu Arabskiego. Strzelanina została uznana przez amerykańskie służby za zamach terrorystyczny. |
| 10 grudnia 2019      | Ostrawa, Czechy                                             | 8               | 2              | 42-letni Ctirad Vitasek zastrzelił w szpitalu siedem osób i ranił dwie inne, po czym popełnił samobójstwo. |

Lata 20. XXI wieku
| Data                  | Lokalizacja                                | Liczba zabitych | Liczba rannych | Opis |
| --------------------- | ------------------------------------------ | --------------- | -------------- | --- |
| 10 stycznia 2020      | Torreón, Meksyk                            | 2               | 6              | 11-letni Jose Angel Ramos zastrzelił w akademii Colegio Cervantes w Torreón swoją nauczycielkę i ranił sześciu kolegów, po czym popełnił samobójstwo; napastnik był podczas ataku przebrany za Erica Harrisa, jednego ze sprawców masakry w Columbine High School. |
| 8 lutego 2020         | Nakhon Ratchasima, Tajlandia               | 30              | 63             | 31-letni żołnierz Jakrapanth Thomma zastrzelił w koszarach, świątyni buddyjskiej i centrum handlowym łącznie 29 osób i ranił 63 inne, po czym zabarykadował się w galerii z zakładnikami i następnego dnia został zastrzelony przez policję. Sprawca transmitował na żywo swój atak w internecie przez Facebooka. Jest to najkrwawsza masowa strzelanina w historii Tajlandii. |
| 19 lutego 2020        | Hanau, Niemcy                              | 11              | 5              | 43-letni Tobias Rathjen zastrzelił w dwóch barach z shishą 9 osób i ranił 5 innych, po czym popełnił samobójstwo. Wcześniej zamordował swoją matkę. Sprawca miał poglądy skrajnie prawicowe, przed atakiem opublikował w internecie rasistowski manifest, a jego ofiarami były głównie osoby pochodzenia bliskowschodniego. |
| 26 lutego 2020        | Milwaukee, Wisconsin, Stany Zjednoczone    | 6               | 0              | 51-letni Anthony Ferrill zastrzelił w swoim miejscu pracy pięciu współpracowników, po czym popełnił samobójstwo. |
| 18 i 19 kwietnia 2020 | Nowa Szkocja, Kanada                       | 23              | 3              | 51-letni Gabriel Wortman zastrzelił 22 osoby, a 3 inne ranił w trakcie dwudniowego szału zabijania w prowincji Nowa Szkocja. Sprawca strzelał do ludzi przed ich mieszkaniami oraz podpalał budynki, a także ostrzeliwał kierowców. Atak rozpoczął się w miejscowości Portapique. Sprawca został zastrzelony przez policję. Jest to najkrwawsza masowa strzelanina w historii Kanady. |
| 23 grudnia 2020       | Saint-Just, Francja                        | 4               | 1              | 48-letni Frédérik Limol zastrzelił trzech policjantów wezwanych przez jego żonę ws. przemocy domowej, którą sprawca miał wobec niej stosować, a innego policjanta ciężko ranił, po czym popełnił samobójstwo. |
| 9 lutego 2021         | Buffalo, Minnesota, Stany Zjednoczone      | 1               | 4              | 67-letni Gregory Paul Ulrich zastrzelił w klinice lekarza i ranił czterech innych, po czym zdetonował bombę, której wybuch nie ranił nikogo więcej, a następnie został zatrzymany przez policję. |
| 16 marca 2021         | Atlanta, Georgia, Stany Zjednoczone        | 8               | 1              | 21-letni Robert Aaron Long zastrzelił 8 osób w trzech salonach masażu erotycznego w Atlancie i na jej przedmieściach, a jedną osobę ranił, po czym został zatrzymany przez funkcjonariuszy policji. |
| 22 marca 2021         | Boulder, Kolorado, Stany Zjednoczone       | 10              | 1              | 21-letni Ahmad Al-Issa zastrzelił 10 osób w supermarkecie, w tym policjanta, po czym sam został postrzelony przez innych funkcjonariuszy i przez nich aresztowany. |
| 15 kwietnia 2021      | Indianapolis, Indiana, Stany Zjednoczone   | 9               | 7              | 19-letni szaleniec Brandon Hole zastrzelił w placówce FedEx 8 jej pracowników i ranił 7 innych przed swoim własnym samobójstwem. Hole cierpiał na poważne zaburzenia psychotyczne i wcześniej został wyrzucony z pracy. Przed atakiem napisał w internecie, że dokonuje tego zamachu w imię postaci Applejack z bajki o kucykach My Little Pony. |
| 11 maja 2021          | Kazań, Tatarstan, Rosja                    | 9               | 23             | 19-letni Ilnaz Galawijew dokonał strzelaniny i próby zamachu bombowego na gimnazjum w mieście Kazań. Zastrzelił 9 osób i ranił 23 inne. Był chory psychicznie i przed atakiem napisał w internecie, że uważa się za istotę mającą cechy boskie, która zeszła na ziemię zabijać. |
| 26 maja 2021          | San Jose, Kalifornia, Stany Zjednoczone    | 10              | 0              | 57-letni Samuel Cassidy zastrzelił 9 osób w siedzibie przedsiębiorstwa z branży kolejowej VTA, po czym popełnił samobójstwo. |
| 12 sierpnia 2021      | Plymouth, Anglia, Wielka Brytania          | 6               | 2              | 22-letni Jake Davison zastrzelił w dzielnicy Keyham w Plymouth 5 osób, w tym swoją matkę, a 2 ranił, po czym popełnił samobójstwo. Był incelem i chciał zemścić się za brak powodzenia u kobiet. Posiadał też problemy w rodzinie. |
| 20 września 2021      | Perm, Obwód permski, Rosja                 | 6               | 48             | 18-letni Timur Bekmansurow zastrzelił na uniwersytecie w Permie 6 osób i ranił 47 innych, po czym został postrzelony, a następnie aresztowany przez policję. |
| 13 października 2021  | Kongsberg, Viken, Norwegia                 | 5               | 3              | 37-letni Espen Brathen zastrzelił przy użyciu łuku sportowego i strzał oraz, dobijając przy użyciu noża, 5 osób i ranił 3 inne przed tym jak został aresztowany przez policję. |
| 30 listopada 2021     | Oxford, Michigan, Stany Zjednoczone        | 4               | 7              | 15-letni Ethan Crumbley, działając najprawdopodobniej w spisku z własnymi rodzicami, zastrzelił w swojej szkole Oxford High School 4 osoby i ranił 7 innych, po czym został aresztowany przez funkcjonariuszy policji po ataku. |
| 24 stycznia 2022      | Heidelberg, Badenia-Wirtembergia, Niemcy   | 2               | 3              | 18-letni Nikolai G. zastrzelił w sali wykładowej na kampusie uniwersytetu w Heidelbergu 1 studentkę i zranił 3 innych studentów, po czym popełnił samobójstwo. |
| 14 maja 2022          | Buffalo, Nowy Jork, Stany Zjednoczone      | 10              | 3              | 18-letni biały suprematysta Payton Gendron zastrzelił w supermarkecie w Buffalo 10 czarnoskórych osób i ranił 3 inne, po czym został aresztowany. |
| 24 maja 2022          | Uvalde, Teksas, Stany Zjednoczone          | 22              | 18             | 18-letni Salvador Ramos dokonał masakry w szkole podstawowej w mieście Uvalde w stanie Teksas, zabijając 21 osób, w tym 19 dzieci i 2 nauczycielki. Następnie Ramos został zastrzelony w wyniku wymiany ognia ze służbami przybyłymi na miejsce. W wyniku ataku następnych 18 osób zostało rannych, w tym 17 w szkole i jedna, babcia sprawcy, w domu. Ramos posiadał problemy w szkole i domu, najwyraźniej cierpiał też na zaburzenia antyspołeczne. Motywem zbrodni była chęć zyskania sławy i obsesja Ramosa na punkcie znanego mordercy i nekrofila Luki Magnotty. |
| 1 czerwca 2022        | Tulsa, Oklahoma, Stany Zjednoczone         | 5               | 10             | 46-letni Michael Louis zastrzelił w klinice Warren Clinic 4 osoby i ranił 10 innych, po czym popełnił samobójstwo. Motywem sprawcy była chęć zemsty na jednym z lekarzy za nieprawidłowe leczenie bólu jego pleców. |
| 4 lipca 2022          | Highland Park, Illinois, Stany Zjednoczone | 7               | 48             | 21-letni Robert Crimo zastrzelił na paradzie z okazji Święta Niepodległości USA 7 osób i ranił 48 innych, po czym zbiegł z miejsca zdarzenia. Został zatrzymany 9 godzin później przez policję we własnym samochodzie. Sprawca cierpiał na poważne zaburzenia psychiczne i był zwolennikiem teorii spiskowej QAnon. |
| 17 lipca 2022         | Greenwood, Indiana, Stany Zjednoczone      | 4               | 2              | 20-letni Jonathan Sapriman zastrzelił w centrum handlowym Greenwood Park Mall 3 osoby i ranił 2 inne. Następnie sprawca został zastrzelony przez uzbrojonego obywatela po krótkiej wymianie ognia. Sprawca był użytkownikiem kontrowersyjnego subreddita r/masskillers gdzie publikował pod nickami greatergermanicreich i grobergermanic posty o masowych strzelcach, w szczególności o Adamie Lanzie, strzelcu z Sandy Hook. |
| 12 sierpnia 2022      | Cetynia, Czarnogóra                        | 11              | 6              | 33-letni Vucko Borilović zastrzelił w szale zabijania własną rodzinę i kilku przypadkowych przechodniów na ulicy, po czym został zastrzelony przez uzbrojonego obywatela. W wyniku ataku szaleńca 6 następnych osób zostało rannych. Sprawca wcześniej często kłócił się z własną rodziną o kwestie finansowe i cierpiał na poważne rozstrojenie nerwowe. |
| 26 września 2022      | Iżewsk, Rosja                              | 18              | 24             | 34-letni Artem Kazancew zastrzelił w szkole w Iżewsku 17 osób, w tym 11 dzieci, a 24 inne ranił, po czym popełnił samobójstwo. Była to najkrwawsza strzelanina w szkole w Rosji od czasów masakry w szkole w Kerczu. Kazancew był zadeklarowanym naśladowcą Columbine, posiadał powiązania ze społecznościami gloryfikującymi masakrę w Columbine w internecie, a na breloczkach do broni sprawcy znaleziono hasła nawiązujące do masakr w Columbine i Kerczu. |
| 6 października 2022   | Nong Bua Lamphu, Tajlandia                 | 39              | 12             | 34-letni Panya Khamrab dokonał największej masakry szkolnej popełnionej przez jedną osobę. Zastrzelił 35 osób w przedszkolu i okolicach i ranił 12 innych. Wśród ofiar było 23 dzieci i kilka osób dorosłych. Napastnik następnie pojechał do domu gdzie zastrzelił własną żonę i dziecko, po czym popełnił samobójstwo. Sprawca najprawdopodobniej wpadł w amok po rozprawie sądowej, na której był obecny wcześniej tego dnia i na której postawiono mu zarzuty o popełnienie przestępstw narkotykowych.                                                              |
| 9 marca 2023          | Hamburg, Niemcy                            | 7               | 9              | 35-letni Philipp Fusz, po zakończeniu zebrania religijnego w Sali Królestwa Świadków Jehowy przy ulicy Deelböge 17 w Hamburgu, uzbrojony siłą wtargnął do budynku i zaczął strzelać. Oddał około 130 strzałów. Zastrzeleni przez sprawcę zostali 4 mężczyźni i dwie kobiety (oraz nienarodzona dziewczynka; 28 tydzień ciąży; matka przeżyła). Gdy policjanci weszli do budynku, uciekł na pierwsze piętro budynku, gdzie zastrzelił się. |
| 13 lipca 2024         | Butler, Pensylwania, Stany Zjednoczone     | 2               | 3              | 20-letni Thomas Matthew Crooks w trakcie wiecu wyborczego w Butler w stanie Pensylwania około godziny 18:11 czasu lokalnego oddał kilka strzałów w stronę byłego prezydenta Stanów Zjednoczonych, kandydata w wyborach prezydenckich w 2024 roku, Donalda Trumpa. Ranił Trumpa w prawe ucho, zabijając jednocześnie jedną przypadkowo trafioną osobę i raniąc ciężko dwie inne. Chwilę później został zastrzelony przez ochronę prezydenta. |